# For You, for Me
For You, for Me, anche noto come KylieUSA2009, è l’undicesimo tour della cantante Kylie Minogue intrapreso esclusivamente in America del Nord, luogo in cui fino ad allora la popstar non vi era mai stata in tour. 
La tournée si componeva inizialmente di solo 6 tappe, diventate poi 9 qualche giorno dopo a seguito dalla forte richiesta da parte del pubblico americano.
È iniziato ufficialmente il 30 settembre 2009 a Oakland e si è concluso il 12 ottobre successivo a New York.

## Sviluppo
La Minogue ha dichiarato in un'intervista americana, che la sinossi del concerto è stata concepita come un “best of” delle sue tournée precedenti. È infatti fortemente ispirato negli arrangiamenti, costumi e visuals al KylieX2008, Showgirl: The Greatest Hits Tour, Showgirl: Homecoming Tour e in parte anche al KylieFever2002.
Il nome del tour è stato scelto in quanto concepito come un tributo al fandom americano della popstar (For You) e alla Minogue stessa (for Me), per la prima volta in concerto in America. Tuttavia, nei seguenti sviluppi della tournée non è stato più utilizzato il suddetto nome, in favore della denominazione "Kylie's 2009 North American Tour".
For You, for Me si è dimostrato un successo sia per la critica che per il pubblico, tanto che l’entourage della cantante ha dovuto spostare i concerti in venue più ampie rispetto a quelle inizialmente scelte, ampliando a migliaia la vendita dei biglietti. Talvolta, lo spettacolo si è adattato alla dimensione del luogo ospitante.

### Merchandising
Per il lancio della tournée, Kylie ha commercializzato nuove t-shirt (inclusa la rivisitazione delle tipiche magliette con la scritta "I love NY" sostituita ora con "I love KM"), tazze, cappelli, portachiavi e un apposito tour-book, intitolato "Kylie Official US Tour Program", venduto anche online per £20.00.
Ai concerti del For You, for Me era poi in vendita il libro edizione limitata K.

## Sinossi
Lo spettacolo si suddivide in 6 atti e un encore finale. Tutti i costumi del tour sono stati realizzati da Jean-Paul Gaultier.
Popstar on the Moon: il concerto si apre con un’introduzione strumentale, Overture, che culmina con il countdown che sfocia in Light Years, primo numero del segmento. Kylie fa il suo trionfale ingresso in scena sul gigante teschio specchiato usato nel KylieX2008 per Like a Drug. Così come per la prima canzone, anche le  seguenti Speakerphone e Come into My World sono state remixate da Steve Anderson. Chiude infine In Your Eyes, nella versione già usata nel X Tour.
Everything Taboo: il secondo atto incorpora il medesimo medley comprendente Shocked, What Do I Have to Do e Spinning Around già usato nello Showgirl Tour e The Showgirl Homecoming Tour, con la rimozione degli elementi di Step Back in Time, in favore di quelli tratti da Fascinated, The Real Slim Shady e Buffalo Gals, questi ultimi già usati per Cowboy Style al KylieFever2002. L’atto si chiude con la performance di Better Than Today, tratta dall’allora prossimo album in uscita, Aphrodite. 
Electro ha inizio con Like a Drug, usando la stessa intro del X Tour; viene inoltre usato il medesimo outfit. Segue poi il mashup Boombox / Can't Get You Out of My Head (sempre del KylieX2008. La sezione continua con la versione X2008 di Slow (senza il frammento di Free e con i visuals e la coreografia utilizzati per il concerto del 2003 Money Can't Buy.) e si chiude con 2 Hearts.
Athletica fonde gli elementi dell’atto Athletico e Cheer Squad, aprendosi con una versione molto simile a quella dello Showgirl e Homecoming Tour di Red Blooded Woman / Where the Wild Roses Grow. L’interludio Heart Beat Rock Segue fa da ponte con Wow.

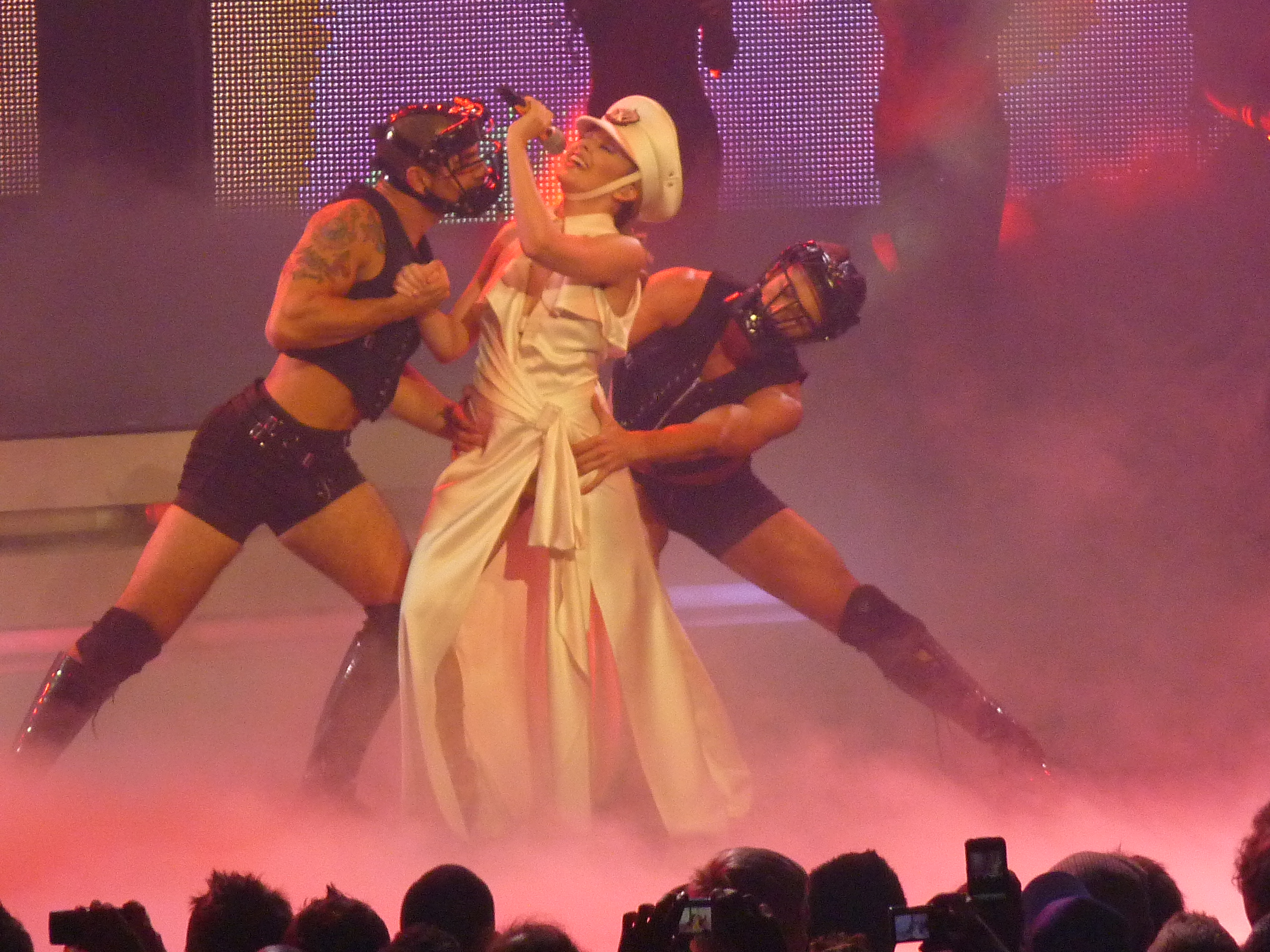
Kylie durante Can’t Get You Out of My Head

Sunset Boulevard inizia con un video strumentale intitolato White Diamond Theme, che incorpora clip da vari film quali Casablanca e Mago di Oz. La Minogue torna in scena per White Diamond, segue Confide In Me come nello Showgirl Tour e chiude la versione ballad di I Believe in You. Durante le tre performance, vengono usati i visuals del Crying Game Medley del KylieFever2002. 
Cabaret: il penultimo atto inizia con il mashup di Burning Up e Vogue di Madonna, come nell’Homecoming Tour. Continua poi con la versione jazz di The Loco-Motion (sempre già usata negli Showgirl Tours). On a Night like This si inserisce in questo momento, seppur non sempre eseguita. Kylie canta poi Kids e In My Arms.
Encore parte con la versione X2008 di Better the Devil You Know,  prosegue con The One e si chiude con Love At First Sight. Ad ogni concerto la cantante accettava richieste da parte del pubblico.

## Scaletta
Act 1: POPSTAR ON THE MOON
- Intro: Overture (contiene elementi di Over the Rainbow, Somewhere e The Sound of Music)

1. Light Years (Steve Anderson Remix)
2. Speakerphone (Steve Anderson Remix)
3. Come into My World (Steve Anderson Remix)
4. In Your Eyes (KylieX2008 Remix)

Act 2: EVERYTHING TABOO
1. Shocked (contiene elementi di: Do You Dare?, It's No Secret, Give Me Just a Little More Time, Keep on Pumpin' It e What Kind of Fool (Heard All That Before))
2. What Do I Have to Do (contiene elementi del Keep On Pumpin' Mix e frammenti di I'm Over Dreaming (Over You))
3. Spinning Around (contiene elementi di Finally, Fascinated, The Real Slim Shady, Buffalo Gals, Ride on Time e Such a Good Feeling)
4. Better Than Today (al tempo non ancora pubblicata)

Act 3: ELECTRO
1. Like a Drug
2. Boombox / Can’t Get You Out of My Head
3. Slow
4. 2 Hearts

Act 4: ATHLETICA
1. Red Blooded Woman / Where the Wild Roses Grow

- Interludio: Heart Beat Rock Segue (contiene elementi di Red Blooded Woman, Wow, Nu-di-ty, Slow e Mickey)

1. Wow

Act 5: SUNSET BOULEVARD
- Interludio: White Diamond Theme

1. White Diamond
2. Confide in Me
3. I Believe in You

Act 6: CABARET
1. Burning Up / Vogue
2. The Loco-Motion
3. Kids
4. In My Arms

ENCORE
1. Better the Devil You Know
2. The One (Freemasons Vocal Club Mix Edit; non sempre eseguita)
3. Love at First Sight (Ruff and Jam U.S. Remix)

### Variazioni alla scaletta
- The One non è stata eseguita il 3, 4 e 12 ottobre.
- Your Disco Needs You è stata eseguita il 7, 9 e 12 ottobre.
- I Should Be so Lucky è stata eseguita il 3, 4 e 12 ottobre nella medesima versione dell'Intimate and Live Tour.
- Got to Be Certain è stata eseguita il 3 ottobre.[8]

## Elementi dei tour precedenti
| Intimate and Live      | KylieFever2002 | Money Can't Buy                                          | Showgirl: The Greatest Hits Tour                                | Showgirl: Homecoming Tour                                                                                        | KylieX2008 | For You, for Me |
| ---------------------- | --- | -------------------------------------------------------- | --------------------------------------------------------------- | --- | --- | --- |
| - I Should Be So Lucky | - campionamento di Fascinated, Buffalo Gals e The Real Slim Shady - visuals e petali di The Crying Game usati per I Believe in You - riuso dei tre maxi-schermi mobili - visuals dei lampadari di Sex In Venice per The Loco-Motion | - visuals e coreografia con i bastoni neon di e per Slow | - Red Blooded Woman / Where the Wild Roses Grow - Confide in Me | - Everything Taboo Medley - Red Blooded Woman / Where the Wild Roses Grow - Burning Up / Vogue - The Loco-Motion | - In Your Eyes - Like a Drug - Boombox / Can't Get You Out of My Head - 2 Hearts - Slow - I Believe in You - Kids - In My Arms - Better the Devil You Know - Love at First Sight - teschio di Like a Drug per Light Years | - Light Years, - Speakerphone, - Come into My World - Better Than Today - Heart Beat Rock Segue - White Diamond Theme - White Diamond - The One |

## Date
| Data              | Città        | Stato        | Luogo                     | Biglietti venduti / Biglietti disponibili | Incasso      |
| Nord America      | Nord America | Nord America | Nord America              | Nord America                              | Nord America |
| ----------------- | ------------ | ------------ | ------------------------- | ----------------------------------------- | ------------ |
| 30 settembre 2009 | Oakland      | Stati Uniti  | Fox Oakland Theatre       | 5,280 / 5,592                             | $401,709     |
| 1º ottobre 2009   | Oakland      | Stati Uniti  | Fox Oakland Theatre       | 5,280 / 5,592                             | $401,709     |
| 3 ottobre 2009    | Las Vegas    | Stati Uniti  | The Pearl Concert Theater | 2,394 / 2,394                             | $222,265     |
| 4 ottobre 2009    | Los Angeles  | Stati Uniti  | Hollywood Bowl            | 8,108 / 8,504                             | $749,957     |
| 7 ottobre 2009    | Chicago      | Stati Uniti  | UIC Pavilion              | 4.021 / 4.021                             | $299.536     |
| 9 ottobre 2009    | Toronto      | Canada       | Air Canada Centre         | 7.679 / 7.837                             | $568.604     |
| 11 ottobre 2009   | New York     | Stati Uniti  | Hammerstein Ballroom      | 9.650 / 10.100                            | $853.150     |
| 12 ottobre 2009   | New York     | Stati Uniti  | Hammerstein Ballroom      | 9.650 / 10.100                            | $853.150     |
| 13 ottobre 2009   | New York     | Stati Uniti  | Hammerstein Ballroom      | 9.650 / 10.100                            | $853.150     |
| TOTALE            | TOTALE       | TOTALE       | TOTALE                    | 37.132 / 38.448 (97%)                     | $3.095.221   |

### Concerti spostati e riprogrammati
- 7 ottobre 2009, Chicago, Congress Theater (spostato all'arena UIC)

## Registrazioni e broadcasting

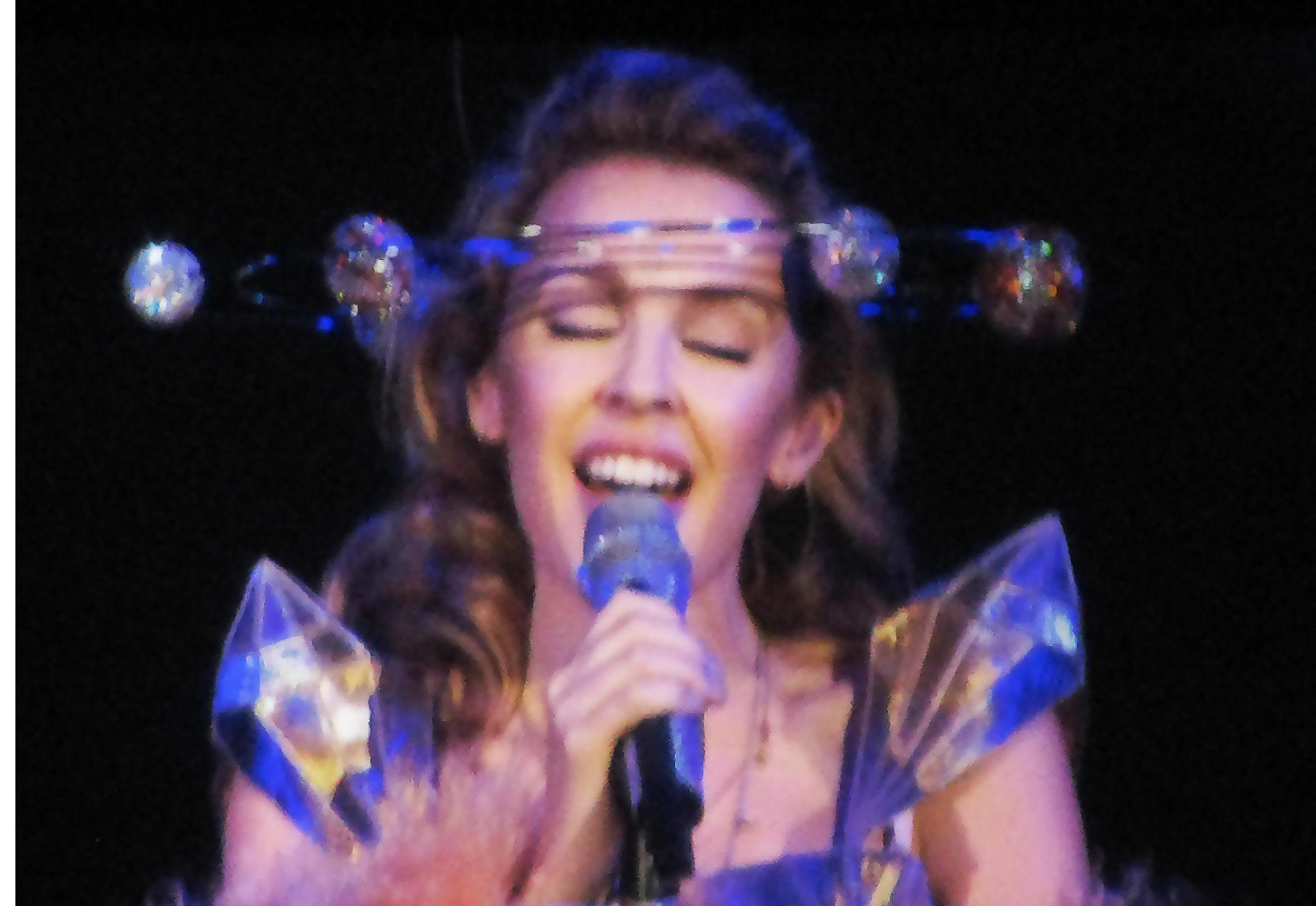
Kylie durante In Your Eyes

Sebbene esista una registrazione professionale (del concerto di New York), il For You, for Me non è mai stato diffuso in DVD o altro formato video, ad eccezione delle performance di White Diamond (Theme), White Diamond, Confide in Me e I Believe in You, incluse nell'edizione DVD di Aphrodite. Inizialmente, era previsto che il tour venisse registrato in 3D e una prova è stata testata durante il concerto di Toronto dalla casa produttrice Nineteen Fifteen, tuttavia l'idea è poi stata accantonata.
For You, for Me è però stato distribuito in formato audio, con la pubblicazione digitale dell'album live del concerto intitolato Kylie: Live in New York , il 14 dicembre 2009. Il disco contiene tutte le tracce eseguite durante lo spettacolo ad eccezione di Better Than Today, diffusa successivamente in un EP distribuito per l'arrivo della Minogue negli USA con il suo Aphrodite - Les Folies Tour nel 2011. In aggiunta, Live in New York contiene le versioni studio dei mix di Light Years, Speakerphone e Come into My World.
Sul canale YouTube della cantante venivano progressivamente diffusi i video dietro le quinte del tour.